# إلاديو فيكتوريا
إلاديو فيكتوريا (بالإسبانية: Eladio Victoria) (و. 1864 – 1939 م) هو سياسي من جمهورية الدومينيكان .